# Cortia depressa
Cortia depressa là một loài thực vật có hoa trong họ Hoa tán. Loài này được (D.Don) C.Norman mô tả khoa học đầu tiên năm 1937.